# El Minya SC
El Minya Sporting Club w skrócie El Minya SC (ar. نادي المنيا للألعاب الرياضية) – egipski klub piłkarski grający w egipskiej drugiej lidze, mający siedzibę w mieście Al-Minja.

## Stadion
Domowe mecze klub rozgrywa na stadionie Sohag Stadium w Al-Minja. Stadion może pomieścić 20000 widzów.

## Reprezentanci kraju grający w klubie
Stan na styczeń 2023.
| - Ahmed Abdel-Ghani - Hussein Abdel-Latif - Hesham Abdel-Rasoul - Ahmed Abdelbaki - Rabie El-Sayed - Hussein Hamdy | - Alaa Ibrahim - Mahmoud Kaoud - Ahmed Raouf - Ashraf Youssef - Alagie Bah - Saikou Conteh |